# Der Herr der Ringe: Die Schlacht der Rohirrim
Der Herr der Ringe: Die Schlacht der Rohirrim (im Original The Lord of the Rings: The War of the Rohirrim) ist ein animierter Fantasy-Film des Regisseurs Kenji Kamiyama und basiert auf dem Roman Der Herr der Ringe von J. R. R. Tolkien. Es handelt sich um ein Prequel, welches 261 Jahre vor Der Herr der Ringe: Die zwei Türme (2002) spielt.
Die Hauptrolle des Helm Hammerhand hat Brian Cox inne; als Erzählerin fungiert Miranda Otto, die ihre Rolle der Éowyn aus der Der-Herr-der-Ringe-Trilogie wieder aufnahm. Vertrieben wird der Film durch Warner Bros. Pictures; er startete am 12. Dezember 2024 in den deutschen und am 13. Dezember 2024 in den US-amerikanischen Kinos.

## Handlung
Etwa 200 Jahre vor dem Fund des Einen Rings durch Bilbo Beutlin und dem Beginn des Ringkrieges wird die Geschichte von Héra, der einzigen Tochter Helm Hammerhands erzählt, welcher als neunter König über das Volk von Rohan herrscht. Die künftige Schildmaid Éowyn merkt bei ihrer Erzählung an, man müsse nicht in den alten Geschichten und Liedern nach ihr suchen.
Helms weitgehend friedliche Herrschaft erlebt einen Tiefpunkt, als Fürst Freca, ein Dunländer und Herr über die Westmark, gegen Gondor wettert und vor dem versammelten Rat die Vermählung seines Sohnes Wulf mit Héra erzwingen will. Freca sieht die potentielle Vermählung als Stärkung ihrer Häuser, Helm erkennt jedoch die wahre Absicht, durch Wulf den Thron an sich zu reißen. Während der Hof nach draußen geht, sprechen Héra und Wulf, einstige Kindheitsfreunde, nach vielen Jahren wieder miteinander, wobei Wulf die Vermählung wünscht, Héra dies aber wiederholt ablehnt. Vor der Halle des Königs stellt sich Helm Freca im Faustkampf und tötet ihn überraschend mit bloß einem einzigen Faustschlag. Der daraufhin verstörte und erzürnte Wulf schwört Helm Rache.
In der darauffolgenden Zeit fehlt von Wulf jede Spur und Héra darf nur in Begleitung ihrer Zofe und Schildmaid Olwyn sowie des Knappen Lief Ausflüge unternehmen; zudem begleitet das Trio Helms Neffe Fréaláf Hildesohn. Infolge eines Ausflugs wird die Gruppe von einem verletzten Mûmak gejagt, Héra gelingt es aber das Untier zu einem Wächter des Wassers zu treiben, welcher es verschlingt. Dabei trifft Héra auf Hauptmann Targg, wird von ihm entführt und in das Lager Wulfs gebracht. Dieser konnte inzwischen die Bergstämme vereinigen, womit ihm eine deutlich größere Anzahl Männer zur Verfügung steht und hält Isengart besetzt. Im Lager entdeckt Héra Pläne für Wulfs Einfall in Rohan und fleht ihn an, von seinen Plänen abzusehen, wenn sie ihn heirate. Olwyn und Fréaláf können Héra allerdings retten und bringen sie sicher nach Edoras zurück, der größten Stadt Rohans.
Fréaláf schlägt infolge des drohenden Kriegs vor, Edoras zu verlassen und sich in einer Feste zu verschanzen. Helm ignoriert jedoch den Vorschlag seines Neffen und verstößt ihn, da er seiner Ansicht nach nicht auf Héra aufgepasst habe. Stattdessen willigt Helm ein, die Männer des Hofratmitglieds Thorne in seine Armee aufzunehmen. Schließlich fällt Wulf mitsamt seiner Armee in Edoras ein und sieht sich Helms zahlenmäßig unterlegener Armee gegenüber. Héra konnte derweil die Bevölkerung bewegen, die Hornburg zu beziehen und tötet den Verräter Thorne, der sich insgeheim Wulf angeschlossen hatte. Bei der Verteidigung von Edoras wird Haleth, Helms erstgeborener Sohn und Erbe, durch Wulf mit einem Schuss in den Hals getötet, ehe Helm den Rückzug befiehlt. Dabei wird Helm verletzt und Háma, der zweitgeborene Sohn des Königs, fällt durch sein erschöpftes Pferd Wulf in die Hände.
Vor der Hornburg fleht Helm um das Leben Hámas und bietet sich stattdessen an, doch Wulf bleibt stur und schneidet Háma die Kehle durch. Im Anschluss lässt er einen riesigen Belagerungsturm errichten, während der Winter hereinbricht. Nach einiger Zeit verschwindet Helm aus der Hornburg und tötet nachts immer wieder weitere Gefolgsmänner Wulfs mit bloßen Händen. Héra stößt auf der Suche nach ihrem Vater eines Nachts auf die Orks Wrot und Shank, die im Auftrag Mordors nach Ringen suchen. Als auch ein Schneetroll erscheint, gelingt es Helm die Orks zu töten und mit Héras Hilfe den Troll zu besiegen. Helm geleitet seine Tochter sicher zur Hornburg zurück und verbleibt vor dem Tor, um die angreifenden Dunländer abzuwehren. Tatsächlich gelingt es Helm sämtliche Angreifer zu töten, jedoch stirbt er selbst durch die Kälte und wird am nächsten Morgen erfroren und erstarrt vor dem Tor gefunden.
Als der Belagerungsturm fertig gestellt ist und eingesetzt wird, stellt sich Héra Wulf im Zweikampf; so will sie dessen Aufmerksamkeit von den Bürgern Rohans ablenken, die durch einen geheimen Tunnel aus der Hornburg fliehen. Ein zuvor von Héra entsandter Adler erreicht zwischenzeitlich Fréaláf, der im Verlauf von Héras Kampf mit Wulf in der Rüstung Helms mit seinen Männern erscheint. Durch sein schattenhaftes Auftreten und das wiederholte Blasen des Horns wird er von den Dunländern für Helms Geist gehalten, die nun verängstigt die Flucht ergreifen. Wulf verletzt derweil Héra, doch unmittelbar danach erstickt sie ihn mit dem Schild Olwyns und beendet so den Krieg.
Als Folge des Krieges wird die Hornburg in Helms Klamm umbenannt, Edoras wird neu aufgebaut und erhält die neue Halle Meduseld. Zudem wird Fréaláf zum ersten König der zweiten Herrscherlinie gekrönt. Bei seiner Krönung anwesend ist auch der Zauberer Saruman der Weiße, welcher dem neuen König seine Dienste anbietet und sich fortan in Isengart niederlassen darf.
Héra sichert später Fréaláf weiterhin ihre Unterstützung zu, sollte er sie brauchen und verabschiedet sich von ihm. Olwyn gegenüber erklärt sie, ihre Begegnung mit den Orks habe die Aufmerksamkeit eines weiteren Zauberers auf sich gezogen. Schließlich zieht sie los um besagten Zauberer zu treffen: Gandalf den Grauen.

## Produktion

### Hintergrund
Infolge des 20. Jubiläums der Veröffentlichung von Der Herr der Ringe: Die Gefährten (2001) im Jahr 2021, kündigte New Line Cinema zusammen mit Warner Bros. Animation im Juni selbigen Jahres einen Anime-Prequel-Film mit dem Titel The Lord of the Rings: The War of the Rohirrim an. Dieser soll im Dritten Zeitalter von Mittelerde spielen und die Geschichte von Helm Hammerhand in den Mittelpunkt stellen, dem neunten König von Rohan, dessen Name später der gleichnamigen Fluchtburg gegeben wird. Der Film erhielt unüblich schnell grünes Licht, eine Maßnahme seitens New Line Cinema, um die Rechte an Der Herr der Ringe und Der Hobbit zu behalten. Wie im Juni 2024 bekannt wurde, war für den Film ursprünglich eine Spielzeit von 90 Minuten geplant, infolge der Produktion wurde er jedoch zunächst zweieinhalb Stunden lang und kam schließlich mit einer Länge von 135 Minuten ins Kino.

### Stab und Besetzung

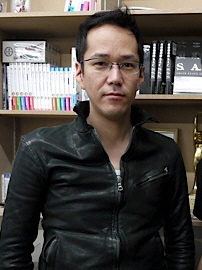
Regisseur Kenji Kamiyama

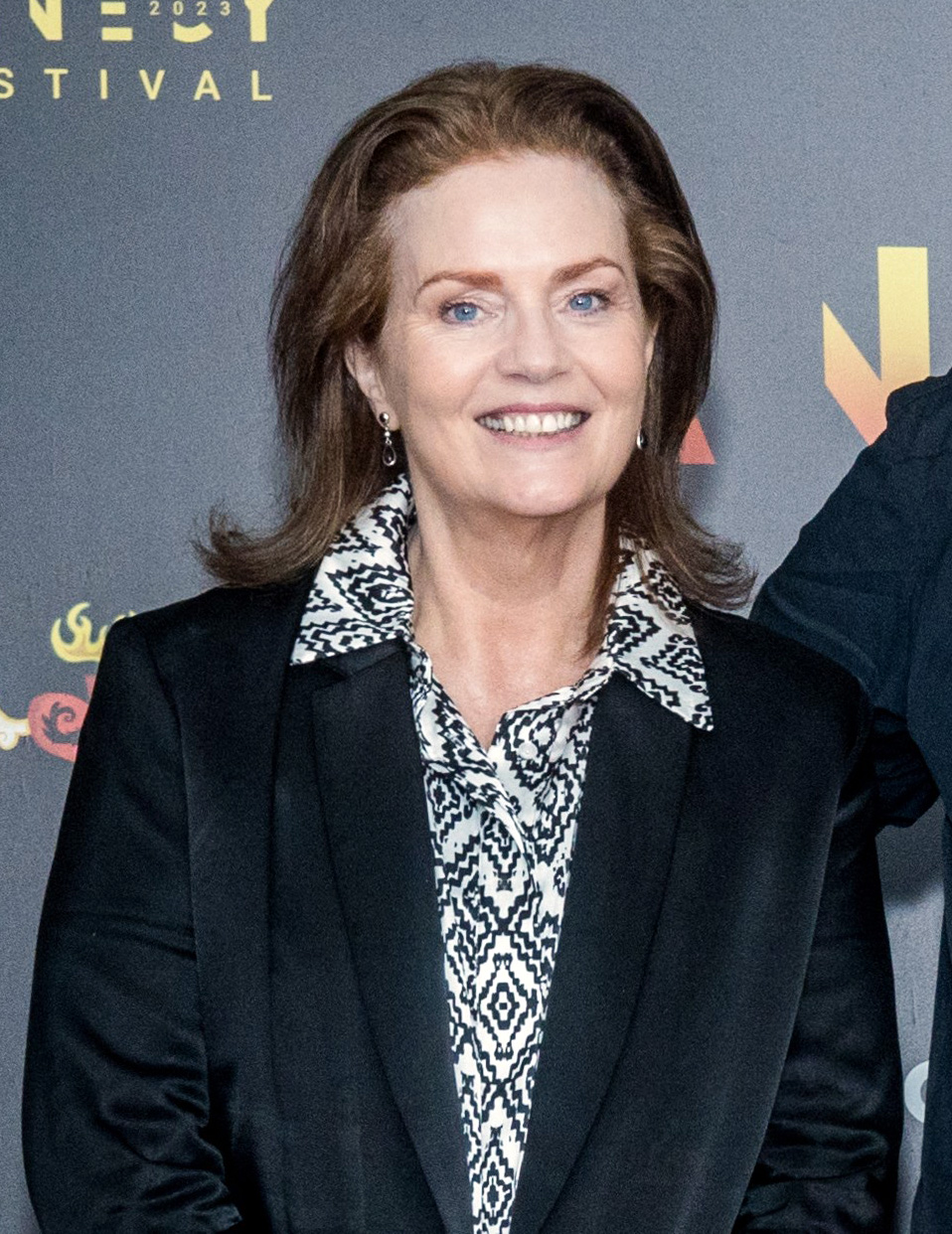
Philippa Boyens fungiert als Produzentin und Beraterin des Films.

Mit der Ankündigung wurden ebenfalls Kenji Kamiyama und Joseph Chou jeweils als Regisseur und Produzent bekannt, während Phoebe Gittins und Arty Papageorgiou das Drehbuch schrieben; zusätzliche Arbeiten verantworteten Jeffrey Addiss und Will Matthews.
Als Beraterin und Produzentin des Films fungiert Philippa Boyens, welche ebenso einen Story Credit erhalten hat und bereits mit Peter Jackson und Fran Walsh an den Drehbüchern der Trilogie mitschrieb; jene sind allerdings neben Sam Register und Toby Emmerich nur als Executive Producer involviert. Die Musik komponierte Stephen Gallagher, der einst als musikalischer Editor unter Howard Shore fungierte und für zwei Songs in Der Hobbit: Eine unerwartete Reise (2012) verantwortlich war. Neben komponierter Musik steuern Gittins und David Long den Song The Rider bei, welcher von der britischen Sängerin Paris Paloma performt wird. Der Song wurde als Single am 15. November 2024 durch WaterTower Music veröffentlicht, das Soundtrack Album soll mit Start des Films erscheinen.
Im Februar 2022 wurde zudem bekannt, dass Richard Taylor von Wētā Workshop sowie die Tolkien-Illustratoren Alan Lee und John Howe sich dem Projekt angeschlossen haben; jene arbeiteten ebenfalls zusammen an der Trilogie. Für die Animationen ist das japanische Anime-Studio Sola Digital Arts bzw. Sola Entertainment verantwortlich. Visuell soll sich der Film einerseits an die bestehende Trilogie von Peter Jackson anlehnen und die Animationen im Manga-Stil daherkommen.
Das Casting für die Sprecher begann bereits mit der Ankündigung, weitere Details wurden jedoch erst im Juni des darauffolgenden Jahres bekannt. Der schottische Schauspieler Brian Cox ist als Protagonist Helm Hammerhand zu hören, Gaia Wise und Laurence Ubong Williams vertonen jeweils dessen Tochter und Neffen, Héra und Fréaláf Hildesohn. Luke Pasqualino und Shaun Dooley leihen derweil den Dunländern Wulf und Freca ihre Stimmen. Ebenfalls zu hören sind Lorraine Ashbourne als Schildmaid Olwyn, Benjamin Wainwright und Yazdan Qafouri als Helms Söhne Haleth und Háma, Michael Wildman als General Targg, Bilal Hasna als Helms Knappe Lief, Janine Duvitski als Pennicruik und Jude Akuwudike als Herr Thorne. Zudem tritt der Zauberer Saruman in Erscheinung, für dessen Sprechpart auf Archivaufnahmen des im Juni 2015 verstorbenen Christopher Lee zurückgegriffen wurde; die Zustimmung erteilte Lees Witwe Birgit Kroencke noch bevor sie im Juni 2024 verstarb.
Ebenfalls beteiligt ist Miranda Otto, die nach Der Herr der Ringe: Die zwei Türme und Der Herr der Ringe: Die Rückkehr des Königs (2003) erneut die Rolle der Éowyn übernimmt und als Erzählerin der Geschichte fungiert. Dominic Monaghan und Billy Boyd vertonen die beiden Orks Shank und Wrot, nachdem sie in Der-Herr-der-Ringe-Trilogie die Hobbits Meriadoc Brandybock und Peregrin Tuk verkörperten.

## Marketing und Veröffentlichung
Ein erstes Konzept zum Film wurde im Februar 2022 veröffentlicht, der Kinostart sollte am 12. April 2024 durch den Vertrieb von Warner Bros. Pictures erfolgen. Im August 2023 erfolgte jedoch die Verschiebung auf den 13. Dezember 2024.
Unfertiges Material wurde auf dem Annecy International Animation Film Festival im Juni 2023 gezeigt und positiv rezipiert.
Auf demselben Festival wurde im Juni des Folgejahres in Anwesenheit von Regisseur Kamiyama, Produzentin Boyens und Schauspieler Andy Serkis eine 20-minütige Vorschau auf den Film gezeigt, wobei letzter nur die Funktion des Moderators übernahm.
Die Veröffentlichung eines ersten Trailers erfolgte am 22. August 2024, wobei die japanische Version zudem Saruman in mehreren Szenen zeigte. Die Veröffentlichung eines Filmposters folgte im September 2024.
Auf der New York Comic-Con einen Monat später wurde in Anwesenheit von Boyens und Cox, moderiert von Stephen Colbert, ein Panel zum Film abgehalten.
Ein 8-minütiger Ausschnitt aus dem Film wurde am 3. Dezember 2024 durch IGN veröffentlicht. Am gleichen Tag erfolgte die Weltpremiere in London am Leicester Square in Anwesenheit zahlreicher Beteiligten des Werks sowie mehrerer Gäste.
In Anlehnung an ähnliche Produkte zu vorherigen Filmen vermarktet AMC Theatres den Film durch Popcorneimer in Form eines Hammers, daneben zählen Funko Pop Figuren von Helm Hammerhand, Héra und Wulf zum weiteren Marketing des Werks.
Am Startwochenende konnte Der Herr der Ringe: Die Schlacht der Rohirrim bei einem Budget von 30 Millionen US-Dollar 4,6 Millionen US-Dollar einspielen.
Die weltweiten Einnahmen aus Kinovorführungen belaufen sich auf 19,9 Millionen US-Dollar. Auch in Deutschland enttäuschte der Film mit gerade einmal 136.642 verzeichneten Kinobesuchern.
Da die Kinoeinnahmen unter den Erwartungen blieben, folgte die Heimkinoveröffentlichung bereits am 27. Dezember 2024.

## Synchronisation
Die deutschsprachige Synchronisation entstand bei FFS Film- & Fernseh-Synchron in München nach einem Dialogbuch und unter der Dialogregie von Jan Odle.
| Rolle                        | Originalsprecher                  | Deutscher Sprecher     |
| ---------------------------- | --------------------------------- | ---------------------- |
| Helm Hammerhand              | Brian Cox                         | Hans Bayer             |
| Héra                         | Gaia Wise                         | Patricia Strasburger   |
| Wulf                         | Luke Pasqualino                   | Sebastian Pappenberger |
| Éowyn                        | Miranda Otto                      | Alexandra Wilcke       |
| Fréaláf Hildesohn (Hildeson) | Laurence Ubong Williams           | Xiduo Zhao             |
| Olwyn                        | Lorraine Ashbourne                | Caroline Ebner         |
| Haleth                       | Benjamin Wainwright               | Marios Gavrilis        |
| Háma                         | Yazdan Qafouri                    | Peter Lewys Preston    |
| Hauptmann Targg              | Michael Wildman                   | Joachim Kretzer        |
| Lief                         | Bilal Hasna                       | Benjamin Krause        |
| Fürst Freca                  | Shaun Dooley                      | Jan Odle               |
| Herr Thorne                  | Jude Akuwudike                    | Peter Weiß             |
| Shank                        | Billy Boyd                        | Stefan Krause          |
| Wrot                         | Dominic Monaghan                  | Alexander Doering      |
| Saruman der Weiße            | Christopher Lee (Archivaufnahmen) | Thomas Rauscher        |

## Rezeption
Die Schlacht der Rohirrim erhielt ein verhaltenes Presseecho, was sich auch in den Auswertungen US-amerikanischer Aggregatoren widerspiegelt. So erfasst Rotten Tomatoes ähnlich viele wohlwollende wie kritische Besprechungen und ordnet den Film damit als „Gammelig“ ein. Laut Metacritic fallen die Bewertungen im Mittel „Durchwachsen oder Durchschnittlich“ aus.
Die Geschichte wie auch die Charakterdesigns seien Anime-typisch überzeichnet und zugespitzt, so Ferdinand Meyen im Bayerischen Rundfunk. Doch mit der Heldin geht auch der Zuschauer zu den „gewaltbereiten Muskelmännern“ auf Distanz, die Konflikte nur mit Gewalt lösen können. Doch vieles an dem Film mit seiner „doch zu dünnen Story“ schreie nach Profitgier – er sei auf das zugeschnitten, was beliebt sei und womit man sich neue Zuschauer verspreche. So schauen die jungen Generationen regelmäßig Animes, was wohl zur Wahl des Mediums geführt habe.
Der Film kam in die Vorauswahl für den Besten animierten Spielfilm bei der 97. Oscar-Verleihung, die im März 2025 vergeben werden.